# Конецдвор'я
Конецдвор'я (рос. Конецдворье) — присілок в Приморському районі Архангельської області Російської Федерації.
Населення становить 64 особи. Входить до складу муніципального утворення Островне поселення.

## Історія
Від 2004 року входить до складу муніципального утворення Островне поселення.

## Населення
| 2002 | 2010 | 2012 |
| ---- | ---- | ---- |
| 118  | ↘54  | ↗64  |